# هارولد اچ.پیفارد
هارولد اچ.پیفارد (به انگلیسی: Harold H. Piffard) (زاده ۱۸۶۷-درگذشته ۱۹۳۹) نقاش و خلبان بریتانیایی بود.

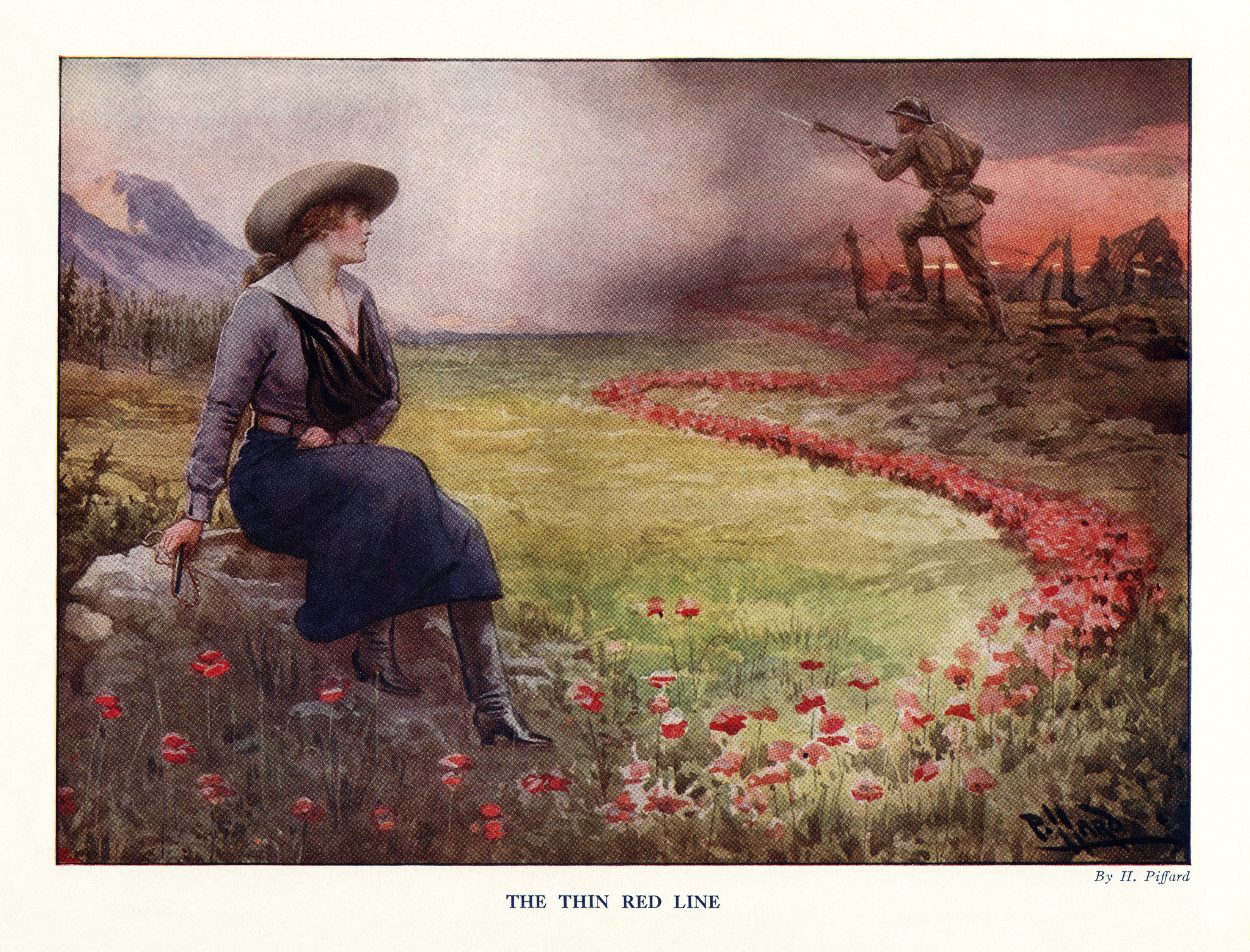
اثر راه باریک سرخ خلق شده توسط هارولد اچ.پیفارد درباره جنگ جهانی اول و روز بزرگداشت